# Bad Muskau
Bad Muskau (în limba sorabă de sus Mužakow) este un oraș din landul Saxonia, Germania.

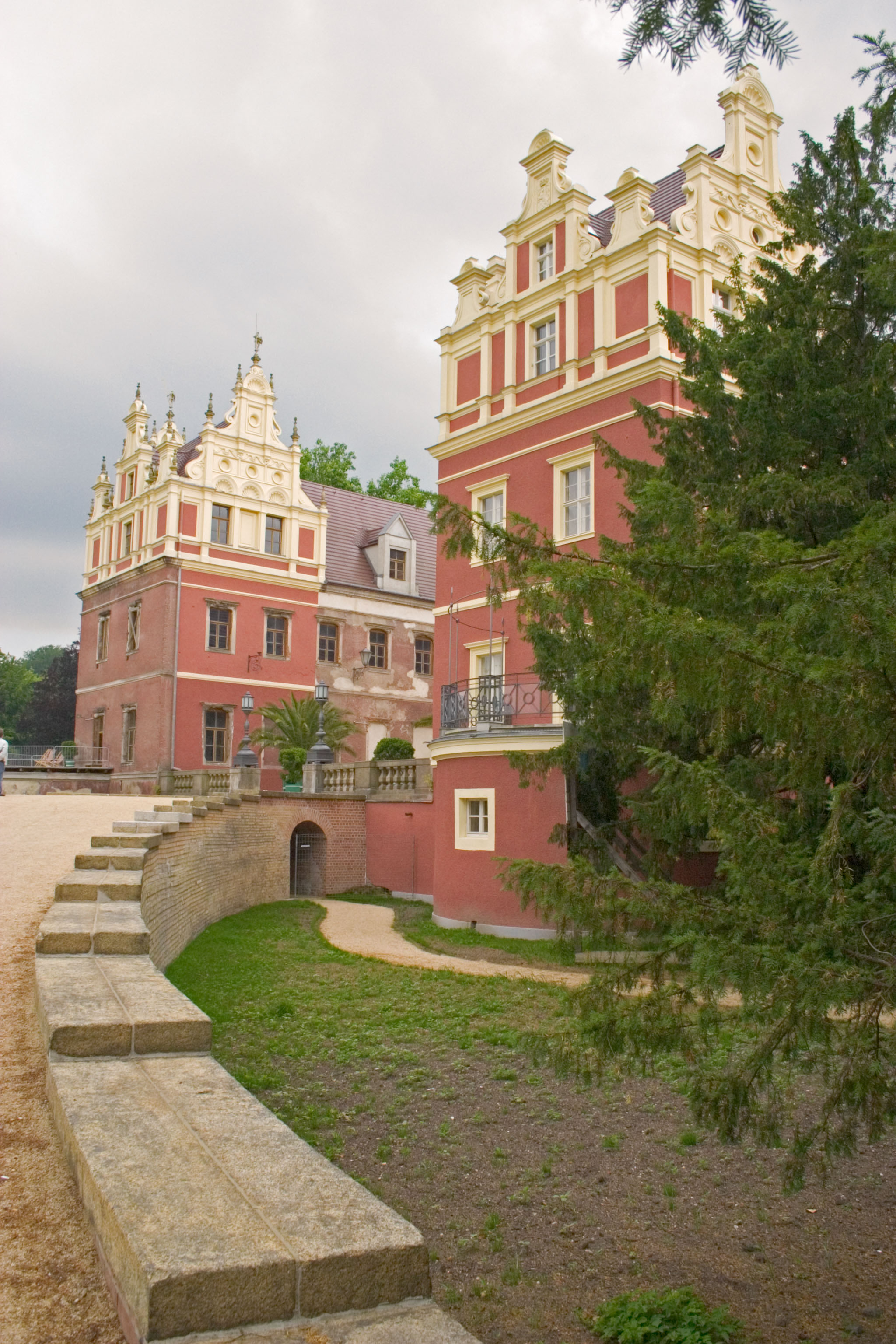
Bad Muskau – Parcul Muzakowski

Parcul Muzakowski din Bad Muskau a fost înscris în anul 2004 pe lista patrimoniului cultural mondial UNESCO.

## Date geografice

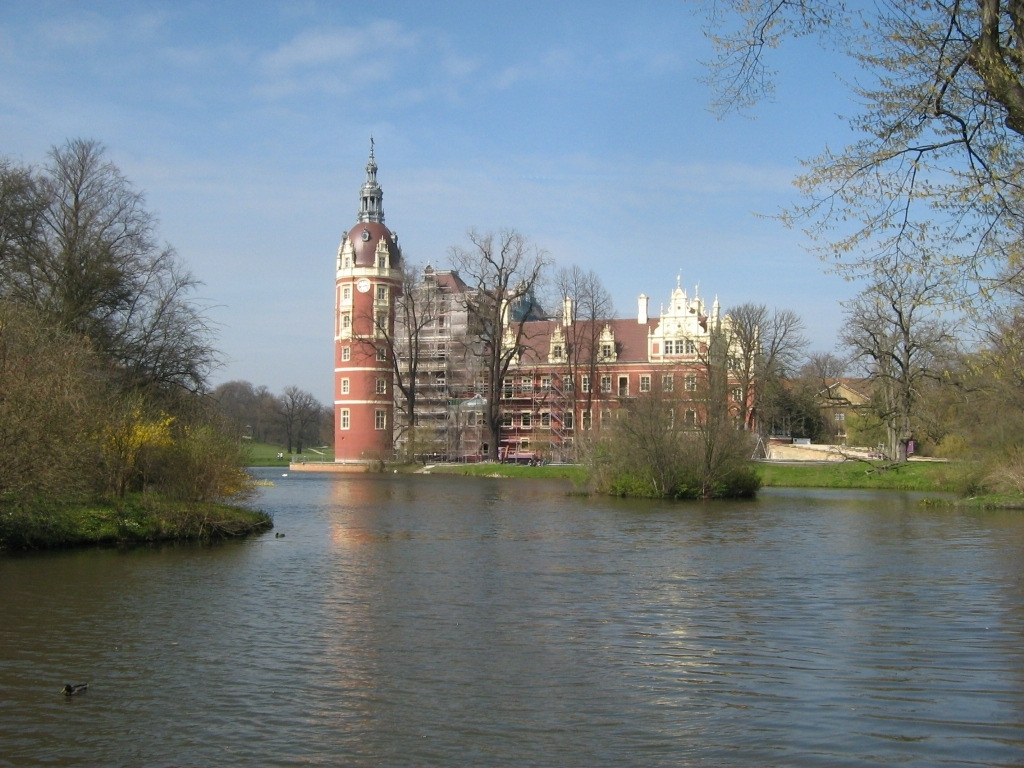
Castelul Bad Muskau

Orașul se află în nord-estul districtului Görlitz pe malul stâng al râului Lausitzer Neiße. Localitatea Köbeln, care aparține de oraș este punctul cel mai jos și mai nordic din Saxonia de Est, în apropiere de granița cu Polonia. La sud de Bad Muskau se află șesul împădurit numit Muskauer Heide, pădure care a fost repopulată cu lupi.
Localități vecine
- Krauschwitz situat la sud
- Gablenz la sud-vest
- Jämlitz-Klein Düben la vest
- Neiße-Malxetal la nord
- Trzebiel (Triebel) la nord-est de Bad Muskau, azi comună în voievodatul Lubusz

Cartiere și localități aparținătoare
- Berg (din 1940)
- Köbeln  (din 1950)
- Neustadt (din sec. XIX)
- Burglehn Muskau (din 1945),

## Politica
Conducerea comunei din punct de vedere politic este alcătuită din anul 2004.
| Partidul     | Locuri în primărie | la alegerile din 2009 | la alegerile din 2004 |
| ------------ | ------------------ | --------------------- | --------------------- |
| CDU          | 5                  | 28,9 %                | 36,5 %                |
| SPD          | 2                  | 11,8 %                | 10,1 %                |
| Die Linke    | 3                  | 19,9 %                | 25,9 %                |
| VDG          | 2                  | 13,7 %                | 14,9 %                |
| Freie Wähler | 4                  | 23,3 %                | 12,9 %                |

## Atracții turistice
- Parcul Muskau
- ruina "Bergschen Kirche" din sec. XIII, azi restaurată
- Castelul vechi și Castelul nou construit între anii 1864 - 1866 în 2004 restaurat
- Oranjeria construită în timpul lui Ludwig Persius (1844)
- Strada istorică, Gasse „Schmelze“
- Biserica evanghelică Jacobus contruită între anii 1595, 1855
- Biserica catolică, contruită între anii 1870 - 1873
- Grădina Botanică Pücklers
- Casa memorială a poetului și compozitorului Leopold Schefer
- Villa Caroline

Monumente istorice
- Hungerstein (1773) (Piatra Foamei) ridicată în amintirea foametei din iarna anului 1772/73
- Mormintele lui Leopold Schefer și Machbuba (amanta prințului  Hermann von Pückler-Muskau)
- Monumentul sovietic și german al soldaților căzuți în război
- Monumentul victimelor fascismului cu placă comemorativă pe care sunt enumerați 14 persoane printre care și evrei.

## Personalități
- Nathanael Gottfried Leske (1751–1786), naturalist și geolog
- Carl Gottlieb Bellmann (1772–1862), organist și compozitor
- Leopold Schefer (1784–1862), poet și compozitor; generalinspector în timpul războaielor Napoleoniene 1811–1815
- Prinț Hermann von Pückler-Muskau (1785–1871), cel care a conceput parcul, scriitor
- Bruno von Mudra (1851–1931), general de infanterie și cetățean de onoare
- Wolf-Werner Graf von der Schulenburg (1899–1944), ofițer în Wehrmacht, politician național-socialist
- Erich Hausen (1900–1973), politician și luptător al rezistenței antifasciste
- Karl Peglau (1927–2009), cel care conceput Ampelmännchen (omulețul de pe semafoarele din RDG)
- Olaf Zinke (* 1966), patinator viteză
- Torsten Heine (* 1979), jucător de hochei pe gheață
- Ronny Arendt (* 1980), jucător de hochei pe gheață
- Frank Hördler (* 1985), jucător de hochei pe gheață
- Danny Albrecht (* 1985), jucător de hochei pe gheață
- Christian Rösler (* 1987), jucător de hochei pe gheață
- Markus Lehnigk (* 1988), jucător de hochei pe gheață
- Elia Ostwald (* 1988), jucător de hochei pe gheață
- Toni Ritter (* 1990), jucător de hochei pe gheață